# Indie na Letních olympijských hrách 1952
Indie se účastnila Letní olympiády 1952 ve finských Helsinkách. Zastupovalo ji 25 sportovců ve 4 sportech.

## Medailisté
| Medaile | Jméno | Sport         | Soutěž                   |
| ------- | --- | ------------- | ------------------------ |
| Zlato   | Leslie Claudius Meldric Daluz Keshav Dutt Chinadorai Deshmutu Ranganathan Francis Raghbir Lal Govind Perumal Muniswamy Rajgopal Balbir Singh St. Randhir Singh Gentle Udham Singh Dharam Singh Grahanandan Singh K. D. Singh | Pozemní hokej | turnaj mužů              |
| Bronz   | Khashaba Jhadav | Zápas         | Muži volný styl do 57 kg |